# Kurumi Nara
Kurumi Nara (奈良 くるみ, født 30. december 1991 i Osaka, Japan) er en professionel tennisspiller fra Japan.